# Discografia di Diandra
Questa pagina contiene l'intera discografia di Diandra dagli esordi sino ad oggi.

## Album di studio
| Anno | Album         | Posizione | Vendite | Certificazione |
| ---- | ------------- | --------- | ------- | -------------- |
| 2012 | Outta My Head | 1         | 15 566  | Disco d'oro    |
| 2014 | Dynamiittii   | 12        | –       | –              |

## Singoli
| Anno | Singolo              | Posizione | Posizione | Posizione | Vendite | Certificazione | Album         |
| Anno | Singolo              | SL        | LL        | RL        | Vendite | Certificazione | Album         |
| ---- | -------------------- | --------- | --------- | --------- | ------- | -------------- | ------------- |
| 2012 | Onko Marsissa lunta? | –         | –         | –         | –       | –              | Outta My Head |
| 2012 | Outta My Head        | 16        | 5         | –         | –       | –              | Outta My Head |
| 2012 | Prinsessalle         | –         | –         | –         | –       | –              | Outta My Head |
| 2013 | Colliding Into You   | –         | –         | –         | –       | –              | –             |
| 2013 | Lost                 | –         | –         | –         | –       | –              | –             |
| 2014 | Paha poika           | 1         | 9         | 64        | –       | –              | Dynamiittii   |
| 2014 | Onni on              | –         | 29        | 25        | –       | –              | Dynamiittii   |

### Collaborazioni
| Anno | Singolo                                        | Posizione | Posizione | Posizione | Vendite | Certificazione | Album         |
| Anno | Singolo                                        | SL        | LL        | Radio     | Vendite | Certificazione | Album         |
| ---- | ---------------------------------------------- | --------- | --------- | --------- | ------- | -------------- | ------------- |
| 2013 | Päästä mut pois (Mikael Gabriel feat. Diandra) | –         | 12        | –         | –       | –              | Mun maailma   |
| 2014 | Fiiliksissä (Cheek feat. Diandra)              | 12        | 15        | –         | –       | –              | Kuka muu muka |
| 2014 | Niin hyvä on (Uniikki feat. Diandra)           | –         | –         | 77        | –       | –              | –             |

## Video musicali
| Anno | Titolo        | Regista          | Video  |
| ---- | ------------- | ---------------- | ------ |
| 2012 | Outta My Head | Mikko Harma      | [ 10 ] |
| 2012 | Prinsessalle  | Juha Reini       | [ 11 ] |
| 2013 | Lost          | MVP74            | [ 12 ] |
| 2014 | Paha poika    | rockypictures.fi | [ 13 ] |
| 2014 | Onni on       | Hannu Aukia      | [ 14 ] |